# 羅茲帕西伊夫卡
49°49′56″N 38°23′21″E / 49.83222°N 38.38917°E
羅茲帕西伊夫卡（烏克蘭語：Розпасіївка）是位於烏克蘭東部的村莊，由盧甘斯克州斯瓦托韋區的特羅伊齊克市鎮負責管轄。該村始建於1749年，面積32.8平方公里，海拔高度171米，2001年人口630，人口密度每平方公里19.2人。